# Estudos da deficiência
Os estudos da deficiência são um campo acadêmico de discussão e pensamento sobre as origens, significado e consequências da deficiência, que começaram a se estruturar nas últimas décadas do século XX.
Os estudos em torno da deficiência afirmavam que prejuízos individuais eram uma construção social, debate que gerou dois modelos de deficiência - social e médico, sendo o social o mais preterido pelos estudiosos. A partir da década de 2000, fronteiras entre os modelos social e médico foram questionadas, pesquisas interdisciplinares foram promovidas e críticas a uma possível exclusão histórica de deficiências intelectuais ou cognitivas das discussões.